# Klasyfikacja medalowa Zimowych Igrzysk Olimpijskich 1936
     zdobywcy co najmniej jednego złotego medalu
     zdobywcy co najmniej jednego srebrnego medalu
     zdobywcy co najmniej jednego brązowego medalu
     państwa bez medalu
     państwa nieuczestniczące w igrzyskach
Klasyfikacja medalowa Zimowych Igrzysk Olimpijskich 1936 – zestawienie państw, reprezentowanych przez narodowe komitety olimpijskie, uszeregowanych pod względem liczby zdobytych medali na IV Zimowych Igrzyskach Olimpijskich w 1936 roku w Garmisch-Partenkirchen.

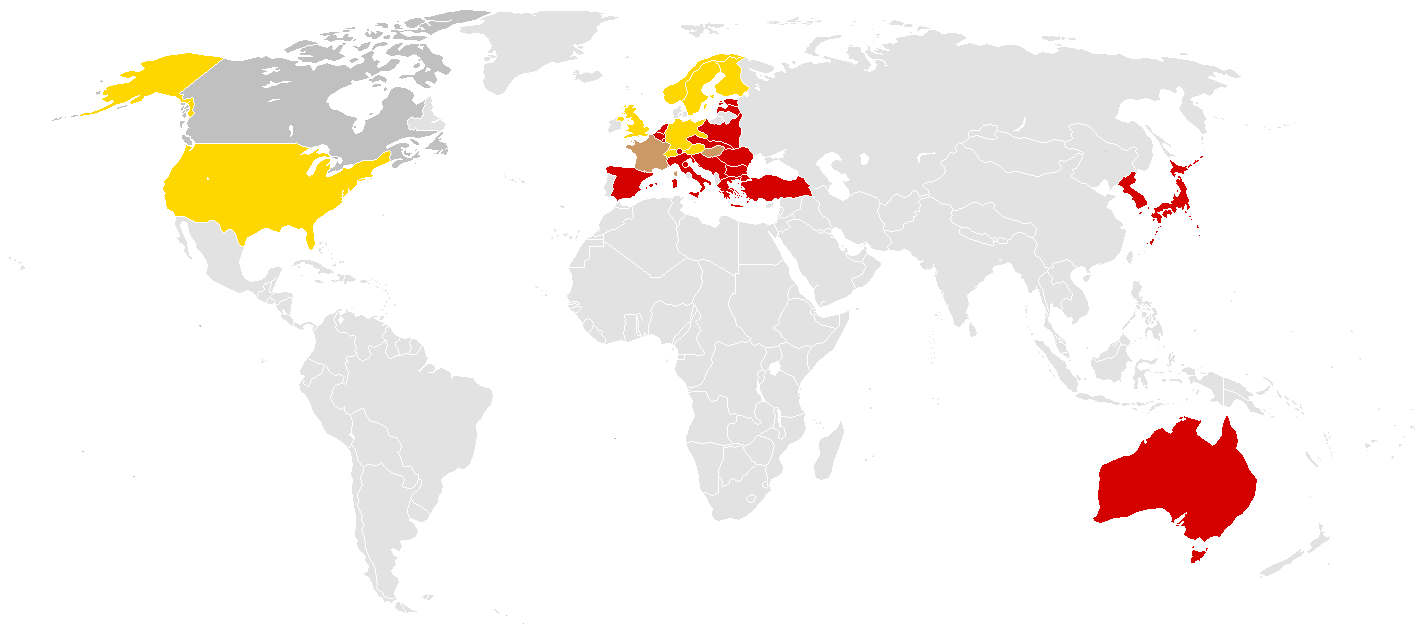
Państwa uczestniczące w Zimowych Igrzyskach Olimpijskich 1936
zdobywcy co najmniej jednego złotego medalu
zdobywcy co najmniej jednego srebrnego medalu
zdobywcy co najmniej jednego brązowego medalu
państwa bez medalu
państwa nieuczestniczące w igrzyskach

Na igrzyskach w Garmisch-Partenkirchen przeprowadzono 17 konkurencji w 8 dyscyplinach sportowych, czyli o trzy więcej niż podczas poprzednich zimowych igrzysk, które odbyły się w 1932 roku w Lake Placid. Po raz pierwszy medale olimpijskie przyznano w narciarstwie alpejskim (kombinacja kobiet i mężczyzn) oraz w sztafecie biegowej mężczyzn. Rozegrano również zawody pokazowe w patrolu wojskowym i curlingu bawarskim.
W igrzyskach olimpijskich wzięło udział 668 sportowców (588 mężczyzn i 80 kobiet) z 28 narodowych reprezentacji. Dla sześciu państw – Australii, Bułgarii, Grecji, Hiszpanii, Liechtensteinu i Turcji – występ w Garmisch-Partenkirchen był debiutem w zimowych igrzyskach olimpijskich. Dla Liechtensteinu był to ponadto pierwszy start olimpijski, zarówno w letnich i zimowych edycjach igrzysk.
Medalistami zostali sportowcy z 11 reprezentacji, co oznacza, że 17 państw zakończyło igrzyska z zerowym dorobkiem medalowym. Zwycięstwo w klasyfikacji medalowej odniosła reprezentacja Norwegii z 7 złotymi, 5 srebrnymi i 3 brązowymi medalami. Drugie miejsce zajęła reprezentacja Niemiec z dorobkiem 6 medali (3 złotych i 3 srebrnych), a trzecie Szwecji z 7 medalami (2 złote, 2 srebrne i 3 brązowe). Dla Norwegów, Niemców i Szwedów występ w Garmisch-Partenkirchen był najlepszym startem w zimowych igrzyskach olimpijskich. Niemcy zdobyli pierwsze w historii złote i srebrne medale zimowych igrzysk. Natomiast Norwegowie uzyskali najlepszy wynik medalowy od letnich igrzysk w Paryżu w 1924 roku. Najlepszy zimowy start w igrzyskach olimpijskich zaliczyli również reprezentanci Austrii. De facto najlepszy wynik medalowy w zimowych igrzyskach uzyskali także reprezentanci Wielkiej Brytanii. Zawodnicy z tego kraju zdobyli złoty medal olimpijski w hokeju na lodzie. Był to wówczas pierwszy złoty medal zimowych igrzysk dla Wielkiej Brytanii. Najlepszy start od igrzysk w Chamonix uzyskali reprezentanci Szwajcarii. Reprezentanci Węgier w łyżwiarstwie figurowym – Emília Rotter i László Szollás zdobyli drugi z rzędu brązowy medal olimpijski. Były to jedyne medale dla tego kraju od pierwszych zimowych igrzysk.
Występ w Garmisch-Partenkirchen był najsłabszym w historii zimowych igrzysk olimpijskich dla reprezentacji Stanów Zjednoczonych, Kanady i Francji. Amerykanie uzyskali najgorszy wynik medalowy we wszystkich swoich startach olimpijskich, włącznie z letnimi edycjami igrzysk. Dla Kanadyjczyków były to drugie w historii (po letnich igrzyskach w 1924 roku) igrzyska bez złotego medalu, a dla Francuzów trzecie (po letnich igrzyskach w 1904 roku i zimowych w 1924 roku) bez złota i srebra.
Multimedalistami igrzysk olimpijskich w Garmisch-Partenkirchen zostało dziewięciu sportowców, spośród których pięciu zdobyło co najmniej jedno złoto. Najbardziej utytułowanym zawodnikiem igrzysk został łyżwiarz szybki Ivar Ballangrud z trzema złotymi i jednym srebrnym medalem. Drugie miejsce w indywidualnej klasyfikacji medalowej zajął narciarz Oddbjørn Hagen, który zdobył trzy medale w biegach narciarskich i kombinacji norweskiej. Stał się w ten sposób został czwartym sportowcem w historii, który podczas jednej edycji zimowych igrzysk olimpijskich wywalczył medale w dwóch dyscyplinach sportu. W rywalizacji solistek w łyżwiarstwie figurowym złoty medal olimpijski po raz trzeci z rzędu wywalczyła Sonja Henie, została w ten sposób pierwszą kobietą z trzema złotami zimowych igrzysk olimpijskich. Zwycięzca konkursu skoków w Garmisch-Partenkirchen, Birger Ruud jako pierwszy w historii obronił tytuł mistrza olimpijskiego w skokach narciarskich.

## Klasyfikacja państw
Poniższa tabela przedstawia klasyfikację medalową państw, które zdobyły medale na Zimowych Igrzyskach Olimpijskich 1936 w Garmisch-Partenkirchen, sporządzoną na podstawie oficjalnych raportów Międzynarodowego Komitetu Olimpijskiego. Klasyfikacja posortowana jest najpierw według liczby osiągniętych medali złotych, następnie srebrnych, a na końcu brązowych. W przypadku, gdy dwa kraje zdobyły tę samą liczbę medali wszystkich kolorów, o kolejności zdecydował porządek alfabetyczny.
| Miejsce | Państwo         | Złoto | Srebro | Brąz | Razem |
| ------- | --------------- | ----- | ------ | ---- | ----- |
| 1.      | Norwegia        | 7     | 5      | 3    | 15    |
| 2.      | III Rzesza      | 3     | 3      | –    | 6     |
| 3.      | Szwecja         | 2     | 2      | 3    | 7     |
| 4.      | Finlandia       | 1     | 2      | 3    | 6     |
| 5.      | Szwajcaria      | 1     | 2      | –    | 3     |
| 6.      | Austria         | 1     | 1      | 2    | 4     |
| 7.      | Wielka Brytania | 1     | 1      | 1    | 3     |
| 8.      | USA             | 1     | –      | 3    | 4     |
| 9.      | Kanada          | –     | 1      | –    | 1     |
| 10.     | Francja         | –     | –      | 1    | 1     |
| 10.     | Węgry           | –     | –      | 1    | 1     |
| Razem   | Razem           | 17    | 17     | 17   | 51    |

## Klasyfikacje według dyscyplin

### Biegi narciarskie
Na igrzyskach w Garmisch-Partenkirchen rozegrano trzy konkurencje biegowe – dwa biegi indywidualne mężczyzn (na dystansach 18 i 50 km) oraz rywalizację sztafet 4 × 10 km. Medale olimpijskie w sztafetach przyznano po raz pierwszy w historii.
Medalistami w biegach narciarskich zostali zawodnicy z trzech państw – Szwecji, Finlandii i Norwegii. Najwięcej razy, pięciokrotnie, na podium stanęli Szwedzi, którzy zdobyli wszystkie medale w biegu na 50 km. Dwóch zawodników zdobyło po dwa medale – Erik Larsson został mistrzem olimpijskim i brązowym medalistą, a Oddbjørn Hagen dwukrotnie wywalczył srebro.
| Miejsce | Państwo   | Złoto | Srebro | Brąz | Razem |
| ------- | --------- | ----- | ------ | ---- | ----- |
| 1.      | Szwecja   | 2     | 1      | 2    | 5     |
| 2.      | Finlandia | 1     | –      | 1    | 2     |
| 3.      | Norwegia  | –     | 2      | –    | 2     |
| Razem   | Razem     | 3     | 3      | 3    | 9     |

### Bobsleje
Podczas igrzysk w Garmisch-Partenkirchen, tak samo jak w Lake Placid, rozegrano dwie konkurencje bobslejowe – dwójki i czwórki mężczyzn.
Na podium olimpijskim stanęli reprezentanci trzech państw – Szwajcarii, Stanów Zjednoczonych i Wielkiej Brytanii. Dwukrotnymi medalistami zostali dwaj bobsleiści szwajcarscy: Joseph Beerli (złoto i srebro) oraz Fritz Feierabend (srebro i brąz).
| Miejsce | Państwo         | Złoto | Srebro | Brąz | Razem |
| ------- | --------------- | ----- | ------ | ---- | ----- |
| 1.      | Szwajcaria      | 1     | 2      | –    | 3     |
| 2.      | USA             | 1     | –      | 1    | 2     |
| 3.      | Wielka Brytania | –     | –      | 1    | 1     |
| Razem   | Razem           | 2     | 2      | 2    | 6     |

### Hokej na lodzie
Turniej olimpijski w hokeju na lodzie podczas igrzysk w Garmisch-Partenkirchen był piątym, podczas którego rozdano medale olimpijskie.
Po raz pierwszy w historii mistrzami olimpijscy nie zostali reprezentanci Kanady. Triumf odniosła reprezentacja Wielkiej Brytanii, srebrne medale przypadły Kanadzie, a brązowe Stanom Zjednoczonym. W drużynie brytyjskiej znalazło się kilku graczy kanadyjskich, w wyniku czego Kanada złożyła protest do Międzynarodowego Komitetu Olimpijskiego, który został jednak odrzucony.
| Miejsce | Państwo         | Złoto | Srebro | Brąz | Razem |
| ------- | --------------- | ----- | ------ | ---- | ----- |
| 1.      | Wielka Brytania | 1     | –      | –    | 1     |
| 2.      | Kanada          | –     | 1      | –    | 1     |
| 3.      | USA             | –     | –      | 1    | 1     |
| Razem   | Razem           | 1     | 1      | 1    | 3     |

### Kombinacja norweska
W programie igrzysk olimpijskich w Garmisch-Partenkirchen znalazł się jeden konkurs indywidualny w kombinacji norweskiej, składający się z biegu na dystansie 18 km i dwóch serii skoków narciarskich.
Tak samo jak na trzech poprzednich zimowych igrzyskach olimpijskich, wszystkie medale w dwuboju klasycznym zdobyli reprezentanci Norwegii. Po raz pierwszy medalistą w kombinacji norweskiej nie został Johan Grøttumsbråten, który nie wystartował w igrzyskach. Mistrzem olimpijskim został Oddbjørn Hagen, srebrny medal wywalczył Olaf Hoffsbakken, a brązowy Sverre Brodahl.
| Miejsce | Państwo  | Złoto | Srebro | Brąz | Razem |
| ------- | -------- | ----- | ------ | ---- | ----- |
| 1.      | Norwegia | 1     | 1      | 1    | 3     |
| Razem   | Razem    | 1     | 1      | 1    | 3     |

### Łyżwiarstwo figurowe
Konkurencje w łyżwiarstwie figurowym podczas igrzysk olimpijskich w 1936 roku pozostały niezmienne względem poprzednich igrzysk. Przeprowadzono rywalizację solistów, solistek i par sportowych.
Mistrzyni olimpijska w jeździe indywidualnej kobiet, Sonja Henie zdobyła trzeci złoty medal olimpijski z rzędu (poprzednie w Sankt Moritz i Lake Placid). Została w ten sposób pierwszą kobietą, w dorobku której znalazły się trzy złote medale zimowych igrzysk olimpijskich. Henie była zarazem drugim sportowcem w historii z trzema złotymi medalami w łyżwiarstwie figurowym, po Gillisie Grafströmie (złote medale w Antwerpii, Chamonix i Sankt Moritz).
Tytuł mistrza olimpijskiego z Lake Placid obronił również Karl Schäfer. Z kolei Ernst Baier zdobył srebro w konkurencji solistów i złoto w parach sportowych. Został w ten sposób drugim łyżwiarzem figurowym w historii (po Madge Syers-Cave w 1908 roku) i pierwszym mężczyzną, który podczas jednej edycji igrzysk zdobył dwa medale w tej dyscyplinie sportu. Medale Baiera były pierwszymi od 1908 roku zdobytymi dla Niemiec w łyżwiarstwie figurowym.
| Miejsce | Państwo         | Złoto | Srebro | Brąz | Razem |
| ------- | --------------- | ----- | ------ | ---- | ----- |
| 1.      | Austria         | 1     | 1      | 1    | 3     |
| 2.      | III Rzesza      | 1     | 1      | –    | 2     |
| 3.      | Norwegia        | 1     | –      | –    | 1     |
| 4.      | Wielka Brytania | –     | 1      | –    | 1     |
| 5.      | Szwecja         | –     | –      | 1    | 1     |
| 5.      | Węgry           | –     | –      | 1    | 1     |
| Razem   | Razem           | 3     | 3      | 3    | 9     |

### Łyżwiarstwo szybkie
Konkurencje łyżwiarskie nie uległy zmianie w porównaniu do igrzysk w Lake Placid – przeprowadzono rywalizację mężczyzn na czterech dystansach (500 m, 1500 m, 5000 m i 10 000 m).
Trzykrotnym mistrzem i jednokrotnym wicemistrzem olimpijskim został Norweg Ivar Ballangrud. Pod względem liczby złotych medali wywalczonych na jednych igrzyskach wyrównał tym samym rekord Clasa Thunberga z igrzysk w Chamonix. Złotym medalistą został również Charles Mathiesen, dla którego występ w Garmisch-Partenkirchen był debiutem olimpijskim. Multimedalistą igrzysk w Garmisch-Partenkirchen został także Birger Wasenius z dwoma srebrnymi i jednym brązowym medalem.
| Miejsce | Państwo   | Złoto | Srebro | Brąz | Razem |
| ------- | --------- | ----- | ------ | ---- | ----- |
| 1.      | Norwegia  | 4     | 2      | –    | 6     |
| 2.      | Finlandia | –     | 2      | 2    | 4     |
| 3.      | Austria   | –     | –      | 1    | 1     |
| 3.      | USA       | –     | –      | 1    | 1     |
| Razem   | Razem     | 4     | 4      | 4    | 12    |

### Narciarstwo alpejskie
Narciarstwo alpejskie pojawiło się w programie igrzysk olimpijskich w Garmisch-Partenkirchen po raz pierwszy w historii. Przeprowadzono rywalizację w kombinacji alpejskiej kobiet i mężczyzn. Kombinacja stała się zatem pierwszą narciarską konkurencją, w której przyznawane są medale olimpijskie wśród kobiet.
Zawody wśród kobiet i mężczyzn zostały zdominowane przez reprezentantów Niemiec, którzy zdobyli oba złote i oba srebrne medale. Pierwszymi mistrzami olimpijskimi zostali Franz Pfnür i Christl Cranz. Brązowe medale wywalczyli reprezentanci Norwegii i Francji.
| Miejsce | Państwo  | Złoto | Srebro | Brąz | Razem |
| ------- | -------- | ----- | ------ | ---- | ----- |
| 1.      | Niemcy   | 2     | 2      | –    | 4     |
| 2.      | Francja  | –     | –      | 1    | 1     |
| 2.      | Norwegia | –     | –      | 1    | 1     |
| Razem   | Razem    | 2     | 2      | 2    | 6     |

### Skoki narciarskie
W programie igrzysk znalazł się jeden konkurs skoków narciarskich. Zawody te, przeprowadzone na Große Olympiaschanze, były jednym z najważniejszych wydarzeń igrzysk w Garmisch-Partenkirchen – z trybun obserwowało je ok. 200 tysięcy widzów.
Po raz czwarty z rzędu tytuł mistrza olimpijskiego w skokach narciarskich zdobył Norweg. Po raz pierwszy Norwegowie nie wywalczyli srebra – zdobył je Szwed Sven Eriksson. W konkursie zwyciężył Birger Ruud, stając się pierwszym skoczkiem narciarskim w historii, który obronił tytuł mistrza olimpijskiego. Brązowy medal wywalczył kolejny Norweg, Thorleif Schjelderup.
| Miejsce | Państwo  | Złoto | Srebro | Brąz | Razem |
| ------- | -------- | ----- | ------ | ---- | ----- |
| 1.      | Norwegia | 1     | –      | 1    | 2     |
| 2.      | Szwecja  | –     | 1      | –    | 1     |
| Razem   | Razem    | 1     | 1      | 1    | 3     |

## Multimedaliści
Dziewięciu sportowców zdobyło w Garmisch-Partenkirchen więcej niż jeden medal olimpijski, spośród nich pięciu wywalczyło co najmniej jedno złoto. Najbardziej utytułowanym zawodnikiem igrzysk został norweski panczenista, Ivar Ballangrud, w dorobku którego znalazły się cztery medale – trzy złote i jeden srebrny. Po trzy medale zdobyli Oddbjørn Hagen (złoty i dwa srebrne) i Birger Wasenius (dwa srebrne i brązowy).
Hagen, zdobywając w Garmisch-Partenkirchen medale w biegach narciarskich i kombinacji norweskiej, został czwartym sportowcem w historii, który podczas jednej edycji zimowych igrzysk olimpijskich wywalczył medale w dwóch dyscyplinach sportu. Wcześniej dokonali tego Thorleif Haug w Chamonix (1924) oraz Johan Grøttumsbråten i Jennison Heaton w Sankt Moritz (1928).
Poniższa tabela przedstawia indywidualne zestawienie multimedalistów Zimowych Igrzysk Olimpijskich 1936, czyli zawodników, którzy zdobyli więcej niż jeden medal olimpijski na tych igrzyskach, w tym przynajmniej jeden złoty.
| Miejsce | Zawodnik        | Państwo    | Dyscyplina                            | Złoto | Srebro | Brąz | Razem |
| ------- | --------------- | ---------- | ------------------------------------- | ----- | ------ | ---- | ----- |
| 1.      | Ivar Ballangrud | Norwegia   | łyżwiarstwo szybkie                   | 3     | 1      | –    | 4     |
| 2.      | Oddbjørn Hagen  | Norwegia   | biegi narciarskie kombinacja norweska | 1     | 2      | –    | 3     |
| 3.      | Ernst Baier     | III Rzesza | łyżwiarstwo figurowe                  | 1     | 1      | –    | 2     |
| 3.      | Joseph Beerli   | Szwajcaria | bobsleje                              | 1     | 1      | –    | 2     |
| 5.      | Erik Larsson    | Szwecja    | biegi narciarskie                     | 1     | –      | 1    | 2     |